# Circolo Nautico Posillipo 1997-1998
Questa voce raccoglie le informazioni riguardanti il Circolo Nautico Posillipo nelle competizioni ufficiali della stagione 1997-1998.

## Rosa
| N° |                       | Ruolo | Giocatore             |
| -- | --------------------- | ----- | --------------------- |
|    | Italia (bandiera)     | P     | Antracite Lignano     |
|    | Jugoslavia (bandiera) | P     | Milan Tadić           |
|    | Ungheria (bandiera)   | D     | Tamás Kásás           |
|    | Italia (bandiera)     | D     | Francesco Postiglione |
|    | Italia (bandiera)     | D     | Giuseppe Porzio       |
|    | Italia (bandiera)     | D     | Carlo Silipo          |
|    | Italia (bandiera)     | A     | Marcello De Georgio   |

| N° |                     | Ruolo | Giocatore                |
| -- | ------------------- | ----- | ------------------------ |
|    | Italia (bandiera)   | A     | Fabio Galasso            |
|    | Italia (bandiera)   | A     | Luca Giustolisi          |
|    | Italia (bandiera)   | A     | Franco Porzio (Capitano) |
|    | Italia (bandiera)   | CB    | Fabio Bencivenga         |
|    | Italia (bandiera)   | CB    | Fulvio Di Martire        |
|    | Ungheria (bandiera) |       | Gergely Kiss             |